# المساعدة الغذائية لبورتوريكو
المساعدة الغذائية لبورتوريكو (NAP) — (بالإسبانية: Programa de Asistencia Nutricional)‏ (PAN) المعروف في البورتوريكية الإسبانية باسم Cupones ((بالإنجليزية: Food Stamps)‏) — هو برنامج غذائي للمساعدة الفيدرالية مقدم من وزارة الزراعة الأمريكية (USDA) لبورتوريكو فقط. يوفر البرنامج أكثر من 1.5 مليار دولار أمريكي من الموارد الاقتصادية التكميلية لمساعدة ما يزيد عن مليون من السكان الفقراء في مواجهة احتياجاتهم الغذائية.  يعتمد هذا البرنامج على البرنامج الوطني للمساعدة الغذائية التكميلية التابع لوزارة الزراعة الأمريكية وإن لم يكن جزءًا منه. 
بعد إنشائه في عام 1982، أصبح البرنامج يوفر للأسر ذات الدخل المنخفض الذين يعيشون في بورتوريكو بمبالغ النقدية لشراء المواد الغذائية. ويعد البرنامج كجهد تعاوني بين وزارة الزراعة الأميركية وحكومة الجزيرة، حيث توفر الأولى مخصصات فدرالية سنوية لحكومة بورتوريكو لتوزيعها بشكل فردي على الأفراد المحتاجين. على الرغم من أن أساليب توفير هذه المزايا قد تغيرت على مر السنين، إلا أن الهدف الأساسي للبرنامج وهو مساعدة الأسر ذات الدخل المنخفض على تلبية احتياجاتها الغذائية ظل ثابتًا.
ومع ذلك، فقد ظل البرنامج مثيراً للجدل، إذ كشفت المراجعات والتقييمات الفيدرالية عن أوجه قصور في عمليات البرنامج وإدارته،  مما تطلب تنفيذ تغييرات مختلفة، بما في ذلك زيادة التدقيق. كما جذبت كل من النقاد والداعمين للبرنامج من بورتوريكو والولايات المتحدة لإثارة نقاشات بشأن فعالية البرنامج في مساعدة الأسر الفقيرة، وآثاره على الطبقات الاجتماعية والاقتصاد في بورتوريكو.

## التاريخ
صدرت طوابع الغذاء في الولايات المتحدة منذ الحرب العالمية الثانية، لكن البرنامج لم يشمل بورتوريكو حتى أوائل السبعينيات، وعندما تم تمديد القوانين العامة الأمريكية رقم 91-671 بتاريخ 11 يناير 1971 و 93-86 بتاريخ 1 نوفمبر 1974 شملت جزئيًا برنامج قسائم الطعام للأراضي الأمريكية. تم توسيع نطاق برنامج قسائم الطعام («فود ستامبس») في وقت لاحق لتوفير تغطية وفوائد كاملة لبورتوريكو والأقاليم الأخرى بموجب المادة 19 من قانون فود ستامبس لعام 1977.
بحلول عام 1977، أصبح برنامج قسائم الطعام في بورتوريكو أكبر من حيث النسبة المئوية للسكان المشاركين والنفقات، مقارنة بأي من البرامج العاملة في الولايات المتحدة الخمسين، حيث شارك 56 ٪ من سكان بورتوريكو في البرنامج.  وفي المجموع، شكل المستفيدون من البرنامج الوطني 8٪، وشكلت عملياته وفوائده الممنوحة 8٪ من إجمالي النفقات الفيدرالية للبرنامج الوطني. 
ولمعالجة هذه القضايا، قام قانون المصالحة الشاملة للميزانية لعام 1981 (OBRA) بإلغاء بورتوريكو من البرنامج الوطني لقسائم الطعام، وأنشأ برنامج المساعدة الغذائية لبورتوريكو كمنحة أساسية لتوفير المزيد من المرونة الإدارية للكومنولث مع تقليل النفقات الفيدرالية.   وبعد سنة من الدراسات والتصميم، بدأ البرنامج عملياته في الأول من يوليو عام 1982 بمخصص سنوي قدره 825 مليون دولار.   

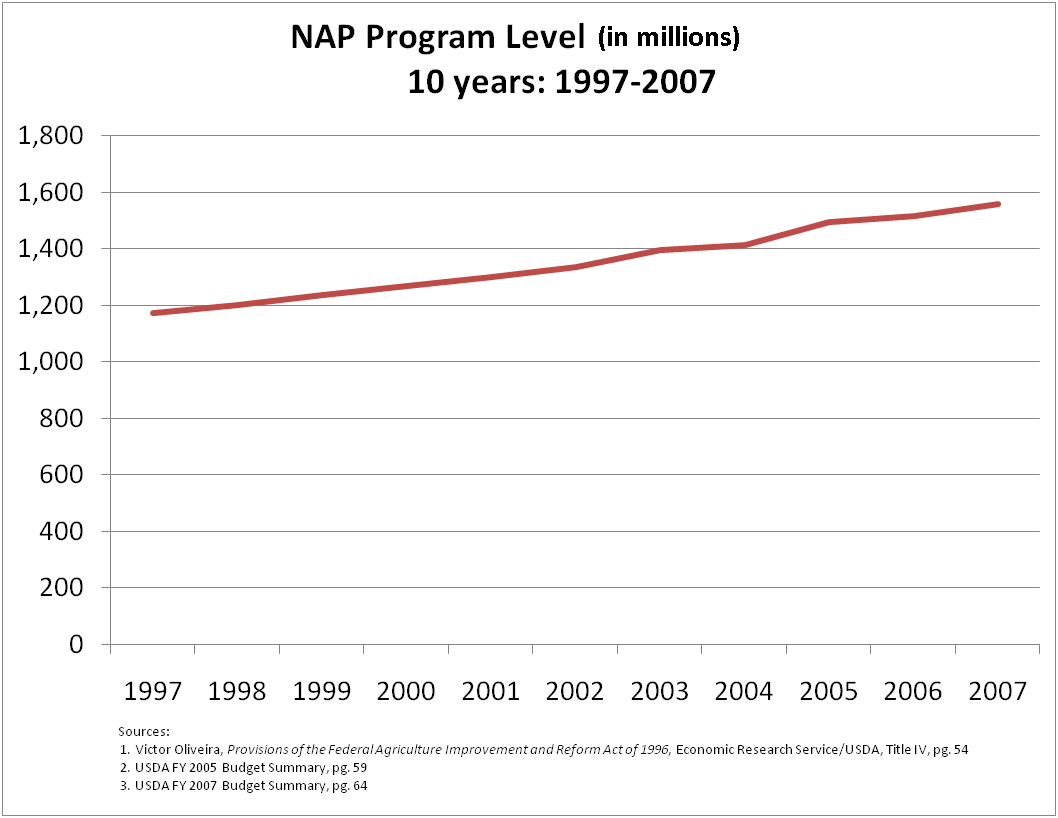
زادت الاعتمادات والنفقات الفيدرالية للبرنامج بنسبة 3 إلى 4٪ لتتوافق مع متوسط معدلات التضخم

اختلف برنامج المنح الجديد بشكل كبير عن برنامج فود ستامبس السابق بثلاث طرق رئيسية. أولاً، تم تصميم برنامج NAP الجديد لتوزيع المزايا من خلال الفحوصات المادية، مما يضمن أن الفوائد لن تدفع إلا للمستفيد مع تقليل التكاليف الإدارية في الوقت نفسه،  إذ كانت القسائم المادية السابقة عرضة لمشاكل التخزين والمساءلة والسرقة والتزوير وحتى الاتجار.   ثانياً، لم تعد المزايا تقتصر على القسائم القابلة للاسترداد فقط مقابل الطعام، ولكن تم تقديمها نقدًا. يمكن للمستفيد بعد ذلك اختيار شراء منتج أو اختيار خدمات بخلاف الغذاء. ثالثاً، اقتصرت المساعدة الإجمالية المقدمة إلى بورتوريكو على مخصصات سنوية، مما تطلب من حكومة بورتوريكو تعديل إدارة برنامجها لتخصيص الأموال. بين عامي 1982 و 1986، منح الكونغرس الأمريكي 825 مليون دولار سنويًا في شكل منح جماعية لبرنامج NAP ، ومنذ ذلك الحين زادت الاعتمادات بشكل مطرد بنسبة تقدر بـ 3٪ إلى 4٪ لتعويض التضخم.  ومنذ أوائل التسعينيات، تجاوزت المساعدات مليار دولار سنويًا، وزادت بنسبة 30٪ من عام 1993 إلى عام 2002.  ومنذ السنة المالية 2006، بلغت الاعتمادات أكثر من 1.5 مليار دولار سنويًا. 
منذ إنشائه، تلقى البرنامج الكثير من الانتقادات داخل وخارج بورتوريكو. يجادل النقاد بأنه بما أن البرنامج يوفر دخلاً غير خاضع للضريبة دون أي متطلبات توظيف، فإن المتلقين يحصلون على أموال مجانية دون حوافز للعمل، مما يعوق الإنتاج الاقتصادي والتنمية في الجزيرة،   خاصةً عندما ظلت معدلات بورتوريكو في التوظيف والبطالة ضعيفة بالولايات المتحدة،  على الرغم من تجاوز متوسط المساعدات المقدمة في بورتوريكو المتوسط الوطني للولايات المتحدة (94 دولارًا مقابل 74.79 دولارًا، على التوالي؛ تقديرات 2001).  ولهذا السبب، تم تسمية بورتوريكو «جزيرة الرفاهية».  يقوم الأشخاص من جمهورية الدومينيكان بالعديد من الوظائف في بورتوريكو التي تدفع القليل جدًا لجذب السكان المحليين.  ومع ذلك، يقول مؤيدو البرنامج أن الحالة الاجتماعية لبورتوريكو في وضع أسوأ بكثير من أي من الولايات الأمريكية الخمسين. إذ أن ما يقارب نصف سكان الجزيرة يعيشون تحت المبادئ التوجيهية الفيدرالية للفقر في الولايات المتحدة،    والعديد منهم يواجهون صعوبات في تلبية احتياجاتهم الغذائية بسبب التضخم المتزايد والركود الاقتصادي في الجزيرة. علاوة على ذلك، لم تتم دراسة العلاقة بين مزايا برنامج العمل الوطني وانخفاض مشاركة العمالة وارتفاع معدلات البطالة، وليس هناك إجماع على أسبابها الفعلية.

## إدارة البرنامج
| الموقع              | النفقات الفيدرالية (2003) | النسبة المئوية من مجموع نفقات البرنامج الوطني (2003) |
| ------------------- | ------------------------- | ---------------------------------------------------- |
| 50 ولاية            | 21.3 مليار دولار          | 93.12٪                                               |
| بورتوريكو           | 1.4 مليار دولار           | 6.12٪                                                |
| واشنطن العاصمة      | 90.1 مليون دولار          | 0.39٪                                                |
| غوام                | 53.4 مليون دولار          | 0.23٪                                                |
| جزر فيرجن الأمريكية | 18.5 مليون دولار          | 0.08٪                                                |
| جزر مريانا الشمالية | 7.1 مليون دولار           | 0.03٪                                                |
| ساموا الأمريكية     | 5.6 مليون $               | 0.02٪                                                |
| المجموع             | 22.87 مليار دولار         | 100.00٪                                              |

تقدم دائرة الغذاء والتغذية (FNS)، وهي أحد مكونات وزارة الزراعة الأمريكية، الأموال إلى وزارة الأسرة في حكومة بورتوريكو لتشغيل البرنامج من خلال منحة سنوية، تغطي التكلفة الكاملة لفوائد المشاركين، بالإضافة إلى خمسين بالمائة (50٪) من التكاليف اللازمة لإدارة البرنامج (وتوفرحكومة بورتوريكو الـ 50٪ المتبقية).  وعلى الرغم من أن اللوائح الفيدرالية تشترط على بورتوريكو دفع الفوائد خلال السنة التي مُنحت فيها المنحة السنوية، فقد سمحت الحكومة الفيدرالية منذ عام 2002 لبورتوريكو باستخدام 2٪ من الفائض السنوي للفوائد في السنوات المقبلة.
وكشرط للحصول على المنحة، يجب على دائرة العلاقات العامة للأسرة تقديم خطة سنوية للتشغيل إلى FNS ، والتي تصف كيف ستوزع الأموال المخصصة كمساعدة غذائية للأشخاص المؤهلين. ويشمل ذلك تحديد سكان الجزيرة المؤهلين للحصول على مزايا برنامج العمل الوطني (أي حدود دخل الأسرة، وحدود حالة الأسرة، وما إلى ذلك)، وتحديد العملية التي يتم فيها اختيار المشاركين الأفراد، وعملية تحديد مبلغ الفائدة لكل مشارك. تتم مراجعة خطة التشغيل والموافقة عليها من قبل FNS قبل صرف الأموال.
توفر إدارة بورتوريكو للأسرة حاليًا المزايا لكل أسرة مشاركة من خلال بطاقة خصم، والتي حلت محل عمليات الفحص المادي في أوائل العقد الأول من القرن العشرين. وتودع المنفعة الشهرية من خلال نظام تحويل المنافع الإلكتروني (EBT) في حساب مصرفي شخصي مخصص من قبل الحكومة، والذي يمكن الوصول إليه في أي وقت باستخدام بطاقة الخصم لسحب النقود أو لإجراء عمليات شراء المواد الغذائية من تجار التجزئة المعتمدين. منذ سبتمبر 2001، خُصصت 75٪ من الاستحقاقات الشهرية لكل عائلة على وجه الحصر لإجراء عمليات شراء المواد الغذائية والبقالة مباشرة، في حين يمكن سحب نسبة الـ 25 ٪ المتبقية كميزة نقدية.   رفع نظام بطاقة الخصم المباشر EBT معدل دقة الدفع للبرنامج إلى 96.4٪ في عام 2003، وهو أعلى من الهدف الذي حُدد لعام 2007 وهو دقة 95٪.

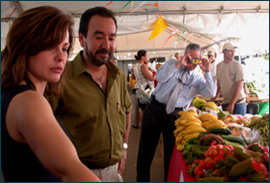
ممثلو FNS و Puerto Rican يتفقدون سوقًا في سان خوان. يجتمع الكيانان بشكل دوري لمناقشة البرنامج.

تطلب FNS أيضًا من حكومة بورتوريكو تقديم تقارير مالية وتقارير أداء على أساس منتظم، بما في ذلك تقارير المعاملات النقدية الفصلية الفصلية، وتقارير الحالة المالية الفصلية والسنوية، وتقارير المشاركة والفوائد الشهرية للبرنامج.  توفر هذه التقارير تفاصيل حول التزامات البرنامج والنفقات الفعلية، وتساعد FNS على مراقبة استخدام أموال البرنامج والتوفيق بين ميزانية البرنامج والنفقات الفعلية.

### تقييم الإدارة
في إطار الجهود التعاونية التي بذلها مكتب الإدارة والميزانية بالولايات المتحدة (OMB) والعديد من الوكالات الفيدرالية الأخرى، تم تقييم برنامج NAP مؤخرًا ومنحه درجة 44 ٪ و 40 ٪ (من 100 ٪ ممكنة) في إدارة البرنامج ونتائج أداء البرنامج / مؤشرات الأداء، على التوالي، مما أفاد بأن «ممارسات الإدارة المالية للبرنامج بحاجة إلى تحسين».   كشف التقييم أن حكومة بورتوريكو لم تحدد أهدافًا وأهدافًا وأهدافًا قصيرة الأجل لتقييم أداء البرنامج ونتائجه، وأن الإشراف على البرنامج كان متساهلاً في السنوات السابقة، وأن تأثير البرنامج ونتائجه في مجتمع بورتوريكو لم يتم تقييمها في السنوات الأخيرة. تم التأكيد لاحقًا على مخاوف الإدارة المالية والرقابة عندما كشفت فرقة تحقيق أمريكية في 15 مارس 2007 عن خطة احتيال بقيمة 30 مليون دولار تشمل 31 مشاركًا، بمن فيهم تجار التجزئة والمستفيدون، الذين كانوا يسحبون الأموال نقدًا من المزايا المخصصة حصريًا لـ شراء المواد الغذائية، ورسوم العملاء 20 ٪ إلى 25 ٪ رسوم لهذه الصفقة.
منذ ذلك الحين، جمعت إدارات الأسرة والتعليم والصحة التابعة لحكومة بورتوريكو جهودها لوضع خطة إستراتيجية مدتها 5 سنوات لتحسين الأداء طويل الأجل للبرنامج والإدارة المالية. كما نفذت إدارة الأسرة مؤخرًا برنامجًا لضبط الجودة بعنوان «قياس الجهود والنتائج»، والذي يقيم جودة الخدمات وسرعتها أثناء مراجعة عناصر الأهلية المختلفة، لتحسين خدمات العملاء وإدارة البرنامج. ووافقت الإدارة أيضًا على التحول من المراجعة كل سنتين إلى مراجعة فردية سنوية، وإخضاع البرنامج للتدقيق الدوري من قِبل إدارة التنمية الاجتماعية والاقتصادية، لاكتشاف وتصحيح المشكلات بسرعة أكبر.  علاوة على ذلك، أجرى مكتب المفتش العام بوزارة الزراعة الأمريكية عمليات تدقيق منتظمة لضمان الامتثال وتحديد مجالات التحسين. 

وبغض النظر عن أوجه القصور، كشف تقييم الحكومة الفيدرالية أن برنامج NAP الحالي يمثل بالفعل تحسنا مقارنة ببرنامج Food Stamp السابق المقدم في بورتوريكو. وفي تقرير التقييم لعام 2005، خلصت إلى ما يلي: 
«البرنامج في بورتوريكو ناجح في جانبين مقارنة ببرنامج قسائم الطعام السابق. أولاً، استطاع تقليل التكلفة الفيدرالية بشكل كبير (بأكثر من 500$ مليون سنويًا). وثانيًا، قلل نسبة مشاركي الكومنولث المستلمين للمساعدة بشكل جوهري، من 56٪ في 1981 إلى 26٪ في 2004»

## فوائد البرنامج
| يجب على المرشح مقابلة أسرة معينة حدود الدخل على أساس حجم الأسرة. | يجب على المرشح مقابلة أسرة معينة حدود الدخل على أساس حجم الأسرة. | يجب على المرشح مقابلة أسرة معينة حدود الدخل على أساس حجم الأسرة. | يجب على المرشح مقابلة أسرة معينة حدود الدخل على أساس حجم الأسرة. | يجب على المرشح مقابلة أسرة معينة حدود الدخل على أساس حجم الأسرة. | يجب على المرشح مقابلة أسرة معينة حدود الدخل على أساس حجم الأسرة. |
| التكوين المنزلي                                                  | أقصى الإيرادات للتأهل                                            | التكوين المنزلي                                                  | أقصى الإيرادات للتأهل                                            | أقصى الإيرادات للتأهل                                            | أقصى الإيرادات للتأهل                                            |
| ---------------------------------------------------------------- | ---------------------------------------------------------------- | ---------------------------------------------------------------- | ---------------------------------------------------------------- | ---------------------------------------------------------------- | ---------------------------------------------------------------- |
| 1 شخص                                                            | $ 4080                                                           | 7 اشخاص                                                          | $ 11918                                                          | 13 شخصا                                                          | $ 19776                                                          |
| شخص 2                                                            | $ 5388                                                           | 8 اشخاص                                                          | $ 13224                                                          | 14 شخصا                                                          | $ 21084                                                          |
| 3 أشخاص                                                          | $ 6696                                                           | 9 أشخاص                                                          | $ 14532                                                          | 15 شخصا                                                          | $ 22404                                                          |
| 4 اشخاص                                                          | $ 8004                                                           | 10 أشخاص                                                         | $ 15852                                                          | 16 شخصا                                                          | $ 23712                                                          |
| 5 اشخاص                                                          | $ 9300                                                           | 11 شخص                                                           | $ 17160                                                          | 17 شخصا                                                          | $ 25020                                                          |
| 6 اشخاص                                                          | $ 10620                                                          | 12 شخصا                                                          | $ 18468                                                          | 18 او أكثر </br> الأشخاص                                         | $ 26328                                                          |

بموجب برنامج العمل الوطني، تتلقى العائلات المشاركة مخصصات نقدية شهرية لتكملة دخلها الذي يجب استخدامه لشراء الأطعمة للتحضير والاستهلاك في المنزل. للتأهل للبرنامج، يجب أن يفي المستفيدون المحتملون بعدة شروط، على النحو التالي: 
- يجب أن يكون المرشح يعيش في بورتوريكو لتلقي المزايا.
- يجب أن يحافظ المرشح على الحد الأقصى للرصيد المصرفي (جميع حسابات التدقيق والادخار مجتمعة) من:
  - 2000 دولار إذا كان المرشح مسؤولاً عن شخص واحد أو أكثر يبلغ من العمر 60 عامًا أو أقل، أو
  - 3000 دولار إذا كان المرشح مسؤولاً عن شخص واحد أو أكثر عمره 61 عامًا أو أكبر.
- يجب ألا يتجاوز دخل الأسرة السنوي للمرشح حدود الدخل المحددة مسبقًا التي وضعتها حكومة بورتوريكو (انظر الجدول، يمينًا). [44]

يعتمد مبلغ دفع الاستحقاقات الشهرية للأسرة على الخصائص المحددة لتلك العائلة والظروف المالية، وكذلك المبلغ الإجمالي لأموال البرنامج المتاحة للتوزيع. تظهر أحدث الإحصاءات أن متوسط الفوائد يبلغ 103 دولارات شهريًا (2003، انظر الجدول أدناه). تقع على عاتق حكومة بورتوريكو مسؤولية تحديد شروط الأهلية ومستويات الفوائد للمشاركة في البرنامج.  تتم مراجعة الفوائد سنويًا كل 1 أكتوبر لدراسة الاحتياجات الغذائية للسكان الفقراء في بورتوريكو، وتحليل تأثير التضخم في بورتوريكو، والتخطيط لتوزيع الأموال المتاحة وفقًا لذلك. 

### التأثير
| الموقع              | المتوسط الشهري للمساعدات (2003) | متوسط دخل الأسرة (2000) |
| ------------------- | ------------------------------- | ----------------------- |
| 50 دولة             | $ 84                            | 41,994 $                |
| ساموا الأمريكية     | $ 103                           | 18,219 $                |
| واشنطن العاصمة      | $ 92                            | 40,127 $                |
| غوام                | $ 186                           | 39,317 $                |
| ماريانا الشمالية.   | $ 79                            | 22898 دولار             |
| بورتوريكو           | $ 103                           | 1412 دولار              |
| جزر فيرجن الأمريكية | $ 119                           | 24704 دولار             |

منذ بدء البرنامج في عام 1982، تم نشر ثلاث دراسات رسمية فقط حول التأثير التغذوي للفوائد المقدمة لكل أسرة، في الأعوام 1985 و 1993 و 1996 على التوالي. تم تصميم جميع الدراسات لتحليل تأثير البرنامج فيما يتعلق ببرنامج قسائم الطعام السابق، مع التركيز على التغيرات في توافر المغذيات المنزلية، بينما ركزت دراسات عامي 1985 و 1993 أيضًا على التغيرات في نفقات الغذاء للأسر المعيشية (مقدار الأموال التي أنفقتها الأسر الحصول على الطعام).
وجدت الدراسة الأولى والأكثر انتشارًا على نطاق واسع،  التي نشرتها شركة Mathematica Policy Research، Inc. في عام 1985، أن برنامج NAP زاد من نفقات الأسر المعيشية الغذائية للمستفيدين عند مقارنتها بالعائلات غير المشاركة، تمامًا كما فعل سلفه.  ووجد أيضًا أن البرنامج كان له نفس التأثير على زيادة نفقات أغذية الأسر مثل برنامج قسائم الطعام السابق،  ومع ذلك فقد تم الاعتراض على ذلك من خلال الدراسات اللاحقة التي أجريت على البرنامج الوطني لقسائم الطعام، والتي وجدت أن فوائد «الختم» أو «القسيمة» كانت أكثر فعالية في زيادة نفقات الغذاء من الفوائد «النقدية» المباشرة. شكلت دراسة عام 1993، التي بحثت أيضًا تأثير ذلك على نفقات الأسرة، استنتاجًا مختلفًا تمامًا: أن متوسط المستفيدين في إطار برنامج العمل الوطني ينفقون 5 دولارات أسبوعيًا على الغذاء أقل من الأسر غير المشاركة، مع مراعاة ما إذا كان كلاهما سيحصلان على نفس القدر من الموارد متاح.  ومع ذلك، فقد حوكم هذا الاستنتاج أيضًا من خلال الأبحاث اللاحقة، وعزت هذه النتيجة إلى تحديد المؤلف لعينة السكان.
وكشفت جميع الدراسات عن تحسن طفيف في توافر المغذيات المنزلية، حيث كشفت الدراسة التي أجريت عام 1985 عن تحسن في استهلاك الفيتامينات والمعادن على الأسر غير المشاركة ودراسة عام 1993 تؤكد جزئياً هذه النتائج. نُشرت الدراسة الأكثر شمولاً حول توافر المغذيات في عام 1996، والتي خلصت إلى أن التغذية لم تتغير بشكل كبير بعد تنفيذ برنامج NAP لجميع المستفيدين، ومع ذلك لوحظت معظم التحسينات للمستفيدين ذوي الدخل المنخفض للغاية مقابل نظرائهم غير المشاركين.
على الرغم من أن هذه الدراسات الثلاث قد استخدمت من قبل الحكومة الفيدرالية والكيانات الأخرى لفهم تأثير فوائد برنامج NAP ، فإن البيانات المستخدمة من قبل المؤلفين تعود إلى الفترات ما بين 1977 و 1984، مما يوفر معلومات محدودة ذات صلة للبرنامج الحالي لليوم. بالإضافة إلى ذلك، كشفت الأبحاث والتحليلات اللاحقة عن أوجه قصور في المنهجية المطبقة من قبل مؤلفي المنشورات الثلاثة، مما يلقي ظلالاً من الشك على ما إذا كان قد تم التوصل إلى استنتاج نهائي للتأثير الكلي للبرنامج. قام تقرير صدر عام 2004 عن خدمة البحوث الاقتصادية بوزارة الزراعة الأمريكية بتقييم مدى موثوقية هذه الدراسات وملاءمتها، وخلص إلى أنها ليست كافية لتحديد التأثير والأداء الحاليين للبرنامج، وذكر: 
«المعلومات المتوفرة عن التأثير التغذوي لNAP (في بورتوريكو) لابد أن تراعى محدوديتها وحدودها التاريخية. أي فهم حقيقي للتأثير الحالي لNAP على صحة المشاركين سيحتاج حتماً إلى أبحاث جديدة. المسح الوطني الموجود للصحة والغذاء لا يشمل بوتوريكو أو جزر المحيط الهادئ. وبناء على ذلك، لابد من جمع مزيد من البيانات للإجابة عن الأسئلة المتعلقة بتأثير NAP على الغذاء والصحة.»